# ミアス川
ミアス川（ミアスがわ、ロシア語: Миа́сс, Miass、ミアース川とも）は、ロシアのウラル山脈東方、チェリャビンスク州とクルガン州を流れる川である。イセチ川の右支流であり最大の支流で、最終的にはエルティシ川・オビ川を経て北極海へ流れる。長さは658km、流域面積は21,800平方km。10月末から11月頃に凍結し、4月に氷が解ける。

## 概要
ミアス川上流はバシコルトスタン共和国に属し、ヌラリ山地東麓の海抜700メートル付近に水源がある。ミアス市、チェリャビンスク市などを流れ、カルゴポリの町の北20キロメートルでイセチ川に合流している。水源から合流点までの落差は508メートルほど。
主な支流にはアトリャン川（Атля́н）、ボリショイ・キアリム川（Большой Киали́м）、ビシクリ川（Бишкуль）、ジューセルガ川（Зю́зелга）などがある。
流域には多数のダムがあり、チェリャビンスクなどの重工業都市の水源として使われているが、油や金属などによる汚染も激しい。